# Piers Paul Read
Piers Paul Read född 7 mars 1941 i Beaconsfield, Buckinghamshire, är en brittisk författare.

## Biografi
Read är son till poeten och konstkritikern  Herbert Read. Han studerade vid universitetet i Cambridge. 1963-1964 tillbringade han ett år i Västberlin vilket gav upphov till hans andra roman The Junkers (1968, som vann Geoffrey Faber Memorial Prize). 1967-1968, tillbringade han ett år i New York - en erfarenhet han använde sig av i The Professor's Daughter' (1971). 
Han är gift med Emily Boothby och far till fyra barn. Han bor i London.

## Verk
Read är mest känd för sin bok Alive: The Story of the Andes Survivors vilken dokumenterar vad som hände 1972 då Uruguayan Air Force Flight 571 kraschade i Anderna. Boken filmatiserades 1993 som Alive. Reads första framgång var hans bok Monk Dawson (1969), för vilken han fick Hawthornden Prize och Somerset Maugham Award, och som har filmatiserats under samma namn av Tom Waller. 1978 skrev han boken The Train Robbers om det Stora tågrånet i England 1963. 1988 belönades han med James Tait Black Memorial Prize för boken, A Season in the West. 2003 gav han ut biografin över skådespelaren Alec Guinness.

### Skönlitteratur
- Game in Heaven with Tussy Marx (1966)
- The Junkers (1968)
- Monk Dawson (1969)
- The Professor's Daughter (1971)
- The Upstart (1973)
- Polonaise (1976)
- A Married Man (1979)
- The Villa Golitsyn (1981)
- The Free Frenchman (1986)
- A Season in the West (1988)
- On the Third Day (1990)
- A Patriot in Berlin (1995)
- Knights of the Cross (1997)
- Alice in Exile (2001)
- The Death of a Pope (2009)

### Facklitteratur
- Alive: The Story of the Andes Survivors (1974)
- The Train Robbers (1978)
- Quo Vadis? The Subversion of the Catholic Church (1991)
- Ablaze: The Story of Chernobyl (1993)
- The Templars: The Dramatic History of the Knights Templar, the Most Powerful Military Order of the Crusades (1999)
- Alec Guinness. The Authorised Biography (2003)
- Hell and other Destinations (essäer) (2006)

### Utgivet på svenska
- Junkrarna 1970
- Professorns dotter 1972
- Vi lever 1974
- Uppkomlingen 1974
- Polonäs 1978
- Tågrånarna 1979
- En äkta man 1981
- På tredje dagen 1994
- Tempelriddarna och korstågen till det Heliga landet 2003

## Priser och utmärkelser
- Hawthornden Prize 1970 för Monk Dawson